# 襄陽北路
襄陽北路是地跨中華人民共和國上海市靜安區和徐匯區的一條南北走向道路，北起巨鹿路，南至淮海中路，全長630米，寬為15至18.5米。道路建於1921年之前。原名勞爾登路（Lorton,Rue L），路名來自於旅居上海的法國人。淞沪会战後延伸至霞飛路（淮海中路）。1943年更名為淳化路，路名來自於江蘇淳化。1946年更名為襄陽北路，路名來自於湖北襄陽。